# Marijus
Marijus ist die litauische Form des männlichen Vornamens Marius.

## Namensträger
- Marijus Kaukėnas (* 1979), Politiker, Bürgermeister von Utena
- Marijus Arvydas Šliogeris (1944–2019), litauischer Philosoph, Übersetzer, Essayist und Professor
- Marijus Velička (*  1979), litauischer Politiker und Jurist